# Musikjahr 1591
Liste der Musikjahre

◄◄ | ◄ | 1587 | 1588 | 1589 | 1590 | Musikjahr 1591 | 1592 | 1593 | 1594 | 1595 | ► | ►►

Weitere Ereignisse
Dieser Artikel behandelt das Musikjahr 1591.

## Ereignisse
- John Baldwin vollendet My Ladye Nevells Booke, eine Anthologie mit Cembalomusik von William Byrd.
- Der italienische Komponist Giulio Belli wird zum Maestro di capella an der Kathedrale in Carpi ernannt.
- John Bull übernimmt nach dem Tode seines ehemaligen Lehrers John Blitheman 1591 dessen Posten als Organist der Chapel Royal von Elizabeth I. Trotz dieses Postens bei Hofe scheint er finanzielle Probleme gehabt zu haben, denn er macht am 20. April dieses Jahres Eingaben an die Königin, mit der Bitte um Erhöhung seiner Bezüge.
- Thomas Campion gibt 1591 sein Debüt als Dichter, als fünf seiner Arbeiten in einer Ausgabe von Sir Philip Sidney’s Astrophel und Stella veröffentlicht werden.
- Richard Carlton ist von 1591 bis 1605 Minor Canon und Master of the Choristers (Meister der Choristen) an der Kathedrale von Norwich.[1]
- Jean de Castro, der etwa im Jahr 1588 in die Dienste des Prinzen Johann Wilhelm an seinem Hof in Düsseldorf getreten war, verlässt offenbar – aufgrund der zunehmenden Erkrankung von Johann Wilhelm ab 1591 – Düsseldorf und wendet sich nach Köln, wo er den Rest seines Lebens verbringt.
- Ludovicus Episcopius wirkt ab 1591 als Kanoniker, Kantor und scholastischer Gelehrter der Kollegiatkirche St. Jakob in Straubing.
- Michelangelo Galilei kommt – nach dem Tod seines Vaters Vincenzo Galilei 1591 – in die Obhut seines älteren Bruders Galileo Galilei in Padua.
- Carlo Gesualdo tritt 1591 die Nachfolge seines Vaters als Fürst von Venosa an.
- Ruggiero Giovannelli übernimmt 1591 eine Stelle am Collegio Germanico in Rom.
- Von Mikołaj Gomółka, der sich spätestens ab 1590 am Hofe des Kanzlers Jan Zamoyski befand, gibt es im Jahr 1591 die letzte Nachricht. Wahrscheinlich ist dies auch sein Todesjahr.
- Gutierre Fernández Hidalgo ist 1591 für kurze Zeit Kapellmeister in Lima.
- Orlando di Lasso erkrankt im Jahr 1591 ernstlich, vermutlich ein Schlaganfall, gesundet aber wieder und kann seine Kapellmeistertätigkeit wieder aufnehmen, ungeachtet eines Angebots seines Dienstherrn, sich in den Ruhestand zurückzuziehen, wohl wegen einer damit verbundenen Gehaltskürzung.
- Alonso Lobo ist ab dem 21. August 1591 Vizekapellmeister der Kathedrale von Sevilla. Er wird dem alternden Meister der Kapelle, Francisco Guerrero, an die Seite gestellt. Nach einer Vereinbarung vom 2. September 1591 erhält Lobo hierfür eine Bezahlung von 400 Dukaten im Jahr.
- Duarte Lobo wird 1591 Kapellmeister der Catedral Sé Patriarcal in Lissabon.
- Tiburtio Massaino, der etwa 1590 von Erzbischof Wolf Dietrich von Raitenau als Kapellmeister nach Salzburg berufen wurde, wird 1591 angeklagt und verurteilt und muss nach einer kurzen Festungshaft innerhalb von drei Tagen das Erzstift Salzburg verlassen.
- Rinaldo del Mel, der ab 1587 an der Kathedrale St. Lambertus in Lüttich gewirkt hatte, geht 1591 wieder nach Italien in die Dienste von Kardinal Paleotti in Magliano.
- Claudio Merulo, der Venedig 1584 verlassen und eine Stelle am Hofe der Farnese in Parma angenommen hatte, hier seit 1587 zusätzlich den Posten eines Domorganisten bekleidete, übernimmt 1591 einen dritten Posten an der Basilika Santa Maria della Steccata.
- Giovanni Bernardino Nanino wird 1591 zum Maestro di Cappella am S Luigi dei Francesi in Rom ernannt.
- Jacopo Peri wird 1591 Kapellmeister, „direttore della musia e di Musiche“, der Fürstenfamilie Medici in Florenz.
- Andreas Pevernage verstirbt Ende Juli 1591 in Antwerpen und wird am 2. August in Notre-Dame in der Nähe des Annen-Altars beigesetzt.
- Andreas Raselius gilt als Autor der sechsstimmigen Motette auf dem steinernen Amberger Liedertisch (1591).
- Franz Sales wird ab 1. Mai 1591 von Philippe de Monte, dem Kapellmeister der kaiserlich-habsburgischen Hofkapelle in Prag, als Tenorsänger an diese Kapelle verpflichtet. In dieser Stellung wirkt Franz Sales bis zu seinem Tod.
- Nikolaus Selnecker, der nach dem Tode von Kurfürst August unter dem calvinistischen Kurfürsten Christian I. von Sachsen 1589 abgesetzt und aus Leipzig ausgewiesen wurde, kehrt – als 1591 wieder ein Regierungswechsel in Sachsen erfolgt und es eine Wendung der kirchlichen Verhältnisse gibt – nach Leipzig zurück.

## Instrumental- und Vokalmusik (Auswahl)
- Giammateo Asola

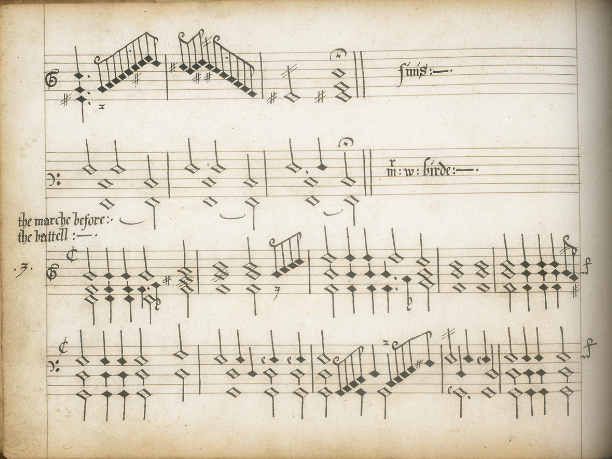
Anfang des Marsches vor der Schlacht von William Byrd, 1591

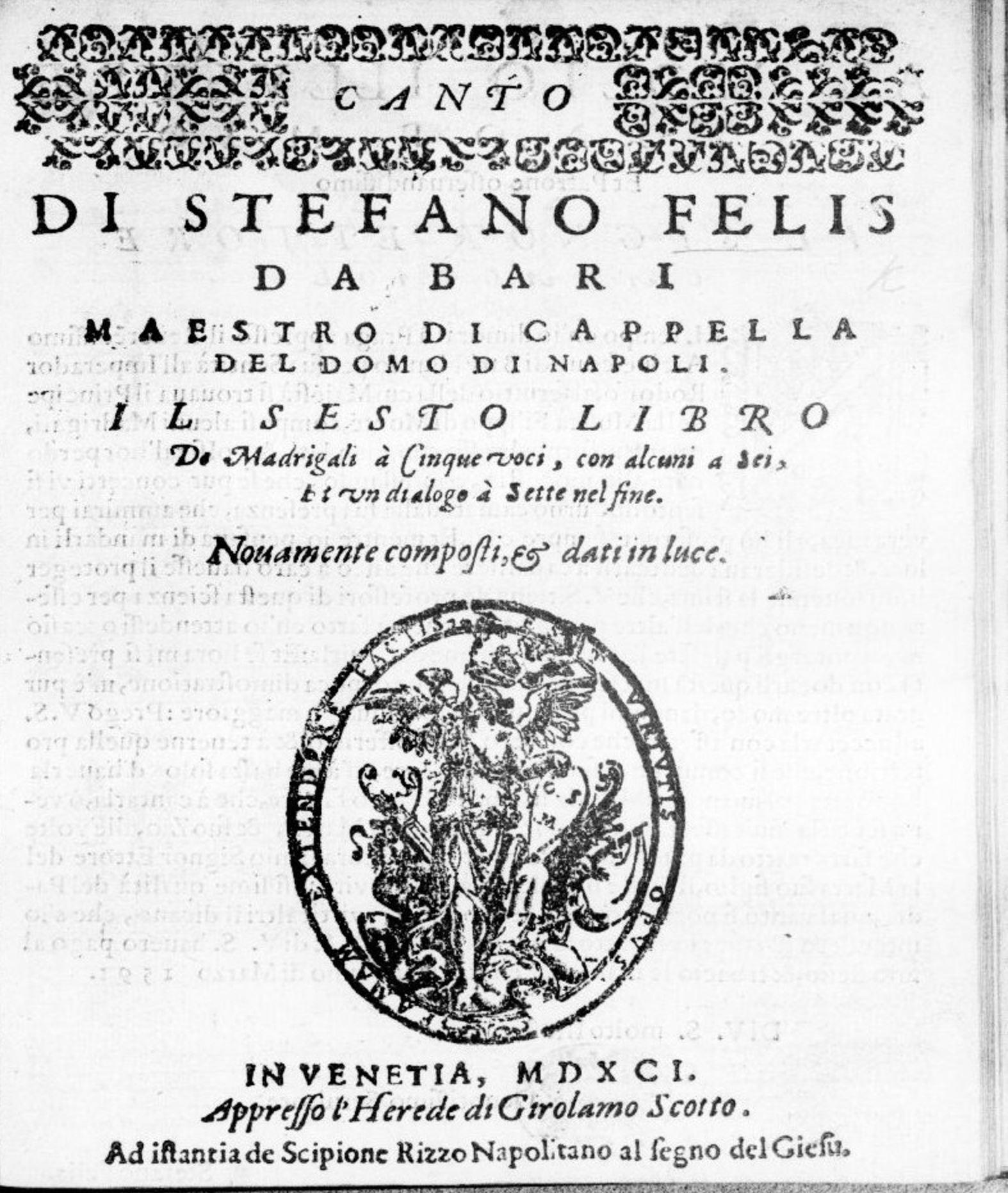
Titelseite des sechsten Buches der Madrigale von Stefano Felis, 1591

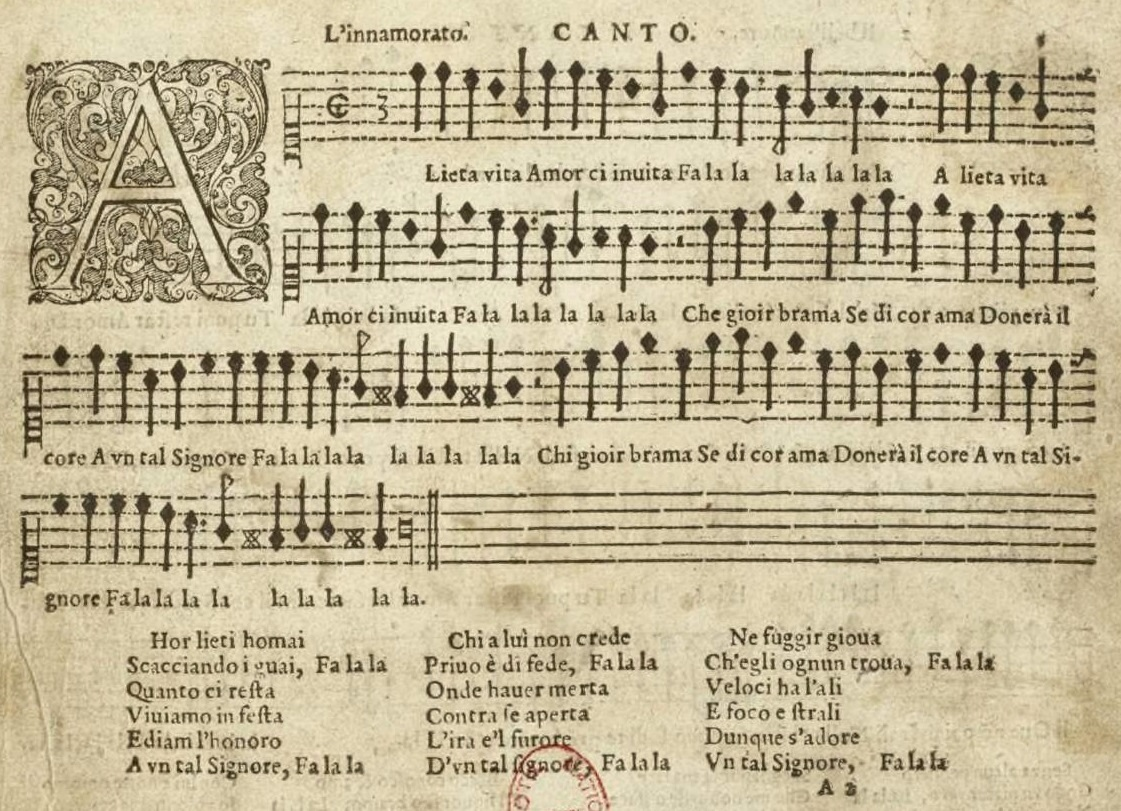
Canto (Melodiestimme) aus A lieta vita Amor c’invita in Giovanni Giacomo Gastoldis Balletti, Ausgabe 1596

  - zweites Buch der Messen zu fünf Stimmen, Venedig: Ricciardo Amadino
  - drei Messen zu sechs Stimmen, Venedig: Ricciardo Amadino
- John Baldwin (Hrsg.) – My Ladye Nevells Booke (Anthologie mit Cembalomusik von William Byrd)
- Ägidius Bassengius – Sammeldruck Motectorum Quinque, Sex, Octo vocum Liber primus, Wien: Leonhard Formica
- Paolo Bellasio – Madrigale zu drei, vier, fünf, sechs und acht Stimmen, Venedig: Ricciardo Amadino
- Friedrich Beurhaus – Erotematum musicae
- William Byrd – Liber secundus Sacrarum cantionum zu fünf und sechs Stimmen, London: Thomas East
- Jean de Castro
  - Cantiones sacrae zu fünf Stimmen, Frankfurt am Main
  - Rose fresche. Madrigali novi zu drei Stimmen, Venedig
  - Recueil des chansons zu drei Stimmen, Antwerpen
- Giovanni Croce – Compietta zu acht Stimmen, Venedig: Giacomo Vincenti
- Scipione Dentice – erstes Buch der Madrigale zu fünf Stimmen, Neapel: Matteo Cancer
- John Farmer – Divers and sundrie waies of two parts in one, London: Thomas East
- Stefano Felis
  - drittes Buch der Motetten zu fünf Stimmen, Venedig: Girolamo Scotto
  - sechstes Buch der Madrigale zu fünf Stimmen, Venedig: Scipione Rizzo für Girolamo Scotto
- Jacobus Gallus – Motettensammlung Opus musicum, Prag 1586–1591
- Giovanni Giacomo Gastoldi – Balletti a 5 voci, Venedig (gewidmet dem Herzog von Mantua Vincenzo I. Gonzaga); darin:
  - Madrigal A lieta vita Amor c’invita zu fünf Stimmen
- Gioseffo Guami – viertes Buch de Madrigale zu fünf und sechs Stimmen, Venedig: Angelo Gardano
- Adam Gumpelzhaimer – Neue Teutsche Geistliche Lieder zu drei Stimmen, Augsburg: Valentin Schönigk
- Hans Leo Haßler – Cantiones sacrae de festis praecipuis totius anni, Augsburg: Valentin Schönigk (Motettensammlung)
- Marc’Antonio Ingegneri – erstes Buch der Motetten zu sechs Stimmen, Venedig: Angelo Gardano
- Luca Marenzio – fünftes Buch der Madrigale zu sechs Stimmen, Venedig: Angelo Gardano
- Philippe de Monte
  - Il sesto libro de madrigali zu sechs Stimmen, Venedig: Angelo Gardano
  - Il settimo libro de madrigali zu sechs Stimmen (verschollen)
- Johannes Nucius – Modulationes sacrae modis musicis zu fünf und sechs Stimmen, Prag: Georg Nigrinus
- Pietro Paolo Paciotto – erstes Buch der Messen, Venedig: Angelo Gardano
- Ercole Pasquini – Mentre che la bell’Isse
- Giovanni Pierluigi da Palestrina
  - Magnificat octo tonum. Liber primus […] nunc recens in lucem editus, Rom
  - acht Magnificat toni I–VIII zu vier Stimmen, Vertonung ungerade Strophen und acht Magnificat toni I–VIII zu vier Stimmen, Vertonung gerade Strophen
- Andreas Pevernage
  - Livre quatrième des chansons zu sechs bis acht Stimmen, Antwerpen: Plantin & Jean Mourentorf
  - zwei Kompositionen, in: Melodia olympica zu vier bis acht Stimmen, Antwerpen: Pierre Phalèse
- Peter Philips – Kompositionen, in: Melodia olympica zu vier bis acht Stimmen, Antwerpen: Pierre Phalèse
- Jakob Regnart – Kurtzweilige neue Teutsche Lieder zu vier Stimmen, München
- Joannes Tollius
  - Liber primus motectorum zu fünf Stimmen, Venedig
  - Motectorum […] liber secundus zu fünf Stimmen, Venedig
- Jan van Turnhout – Madrigal Vorria parlare e dire zu sechs Stimmen, in: Melodia olympica, Antwerpen: Pierre Phalèse
- Ivo de Vento – Newe Teutsche Lieder Mit dreyen stimmen wölche lieblich zu singen und auff allerley Instrumenten zu gebrauchen, 1572, 1577, 1583, 1591
- Cornelis Verdonck – drei Madrigale, in: Melodia olympica zu vier bis acht Stimmen, Antwerpen: Pierre Phalèse
- Lodovico Grossi da Viadana – Madrigali a quattro Voci, Venedig
- Giaches de Wert – Il decimo libro de madrigali zu fünf Stimmen, Venedig

## Musiktheoretische Schriften

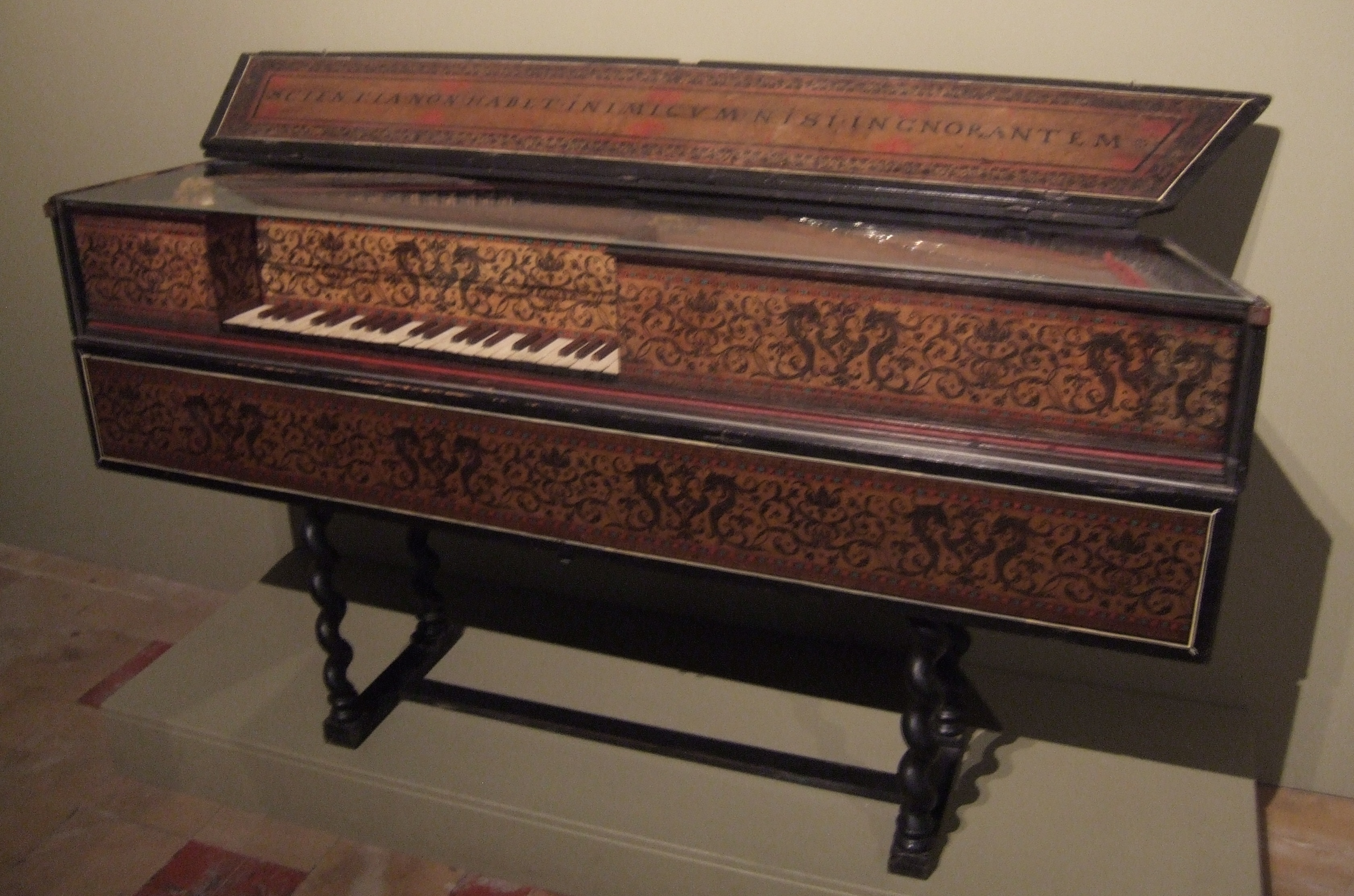
Spinett von Hans Ruckers, Antwerpen, 1591, in Brügge im Gruuthusemuseum

- Adam Gumpelzhaimer – Compendium musicae, Augsburg: Valentin Schönigk (musiktheoretisches Lehrbuch in Latein und Deutsch)

## Instrumentenbau

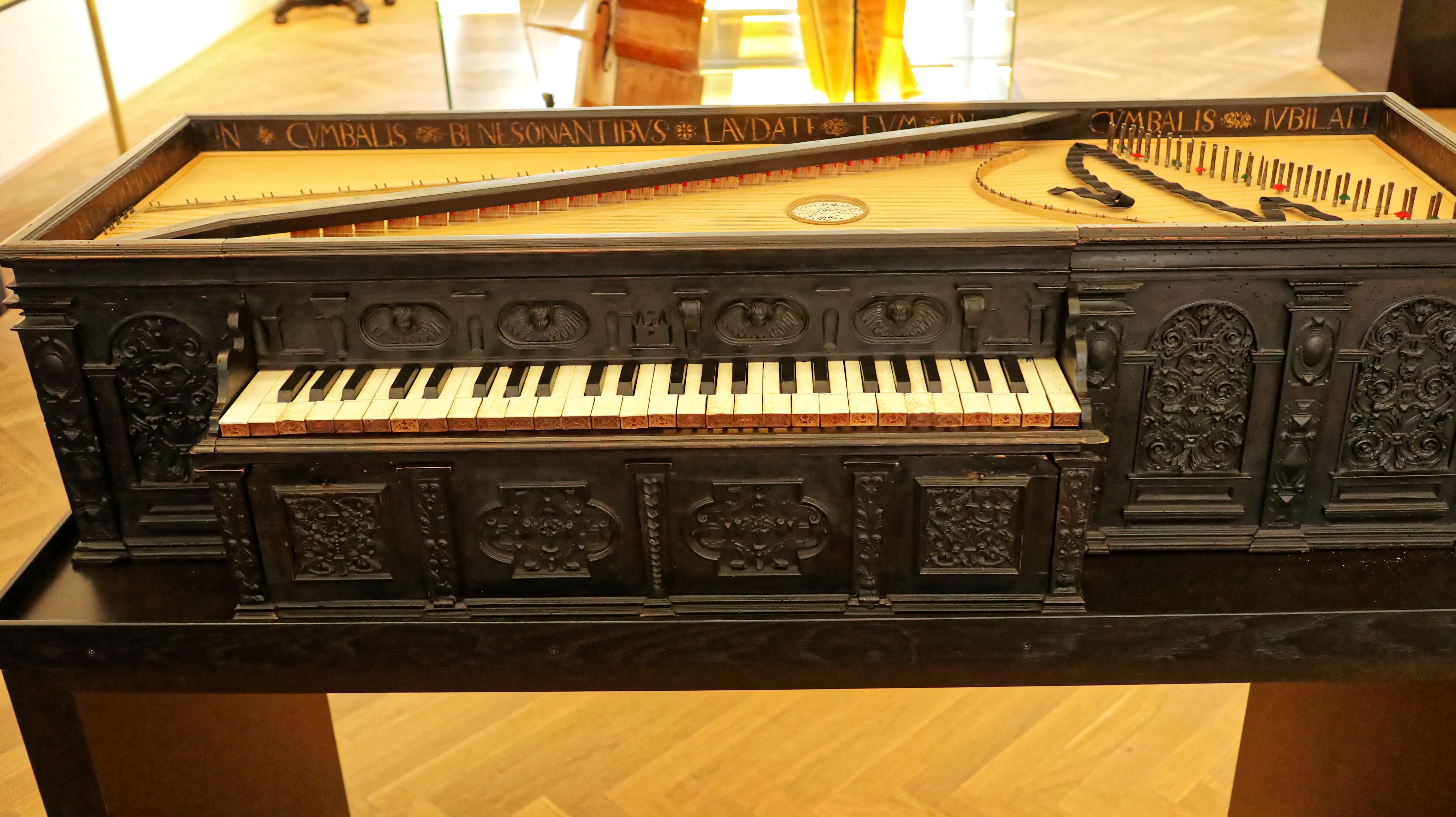
Claviorganum von Josua Pock, 1591, im DomQuartier Salzburg

- Der Innsbrucker Orgelbauer Josua Pock erbaut 1591 in Claviorganum, das heute im DomQuartier Salzburg – Museum St. Peter zu sehen ist. Seit seiner Restaurierung durch Peter Kukelka in den Jahren 1972 bis 1974 ist das Instrument wieder spielbar. Es ist das älteste bespielbare Claviorganum weltweit.

## Geboren

### Geburtsdatum gesichert
- 02. Februar: Nicolaus Bleyer, deutscher Komponist und Violinist († 1658)
- 26. Mai (getauft): Dirck Janszoon Sweelinck, niederländischer Organist und Komponist († 1652)
- 23. September: Michael Lohr, deutscher Komponist († 1654)
- 06. Oktober: Settimia Caccini, italienische Sängerin und Komponistin († um 1660)[1]

### Genaues Geburtsdatum unbekannt
- Joseph Solomon Delmedigo, kretischer Physiker, Mathematiker, Astronom und Musiktheoretiker († 1655)[2]
- Robert Dowland, englischer Komponist und Lautenist († 1641)

### Geboren vor 1591
- Daniel Hayl, deutscher Orgelbauer († um 1621)

## Gestorben

### Todesdatum gesichert

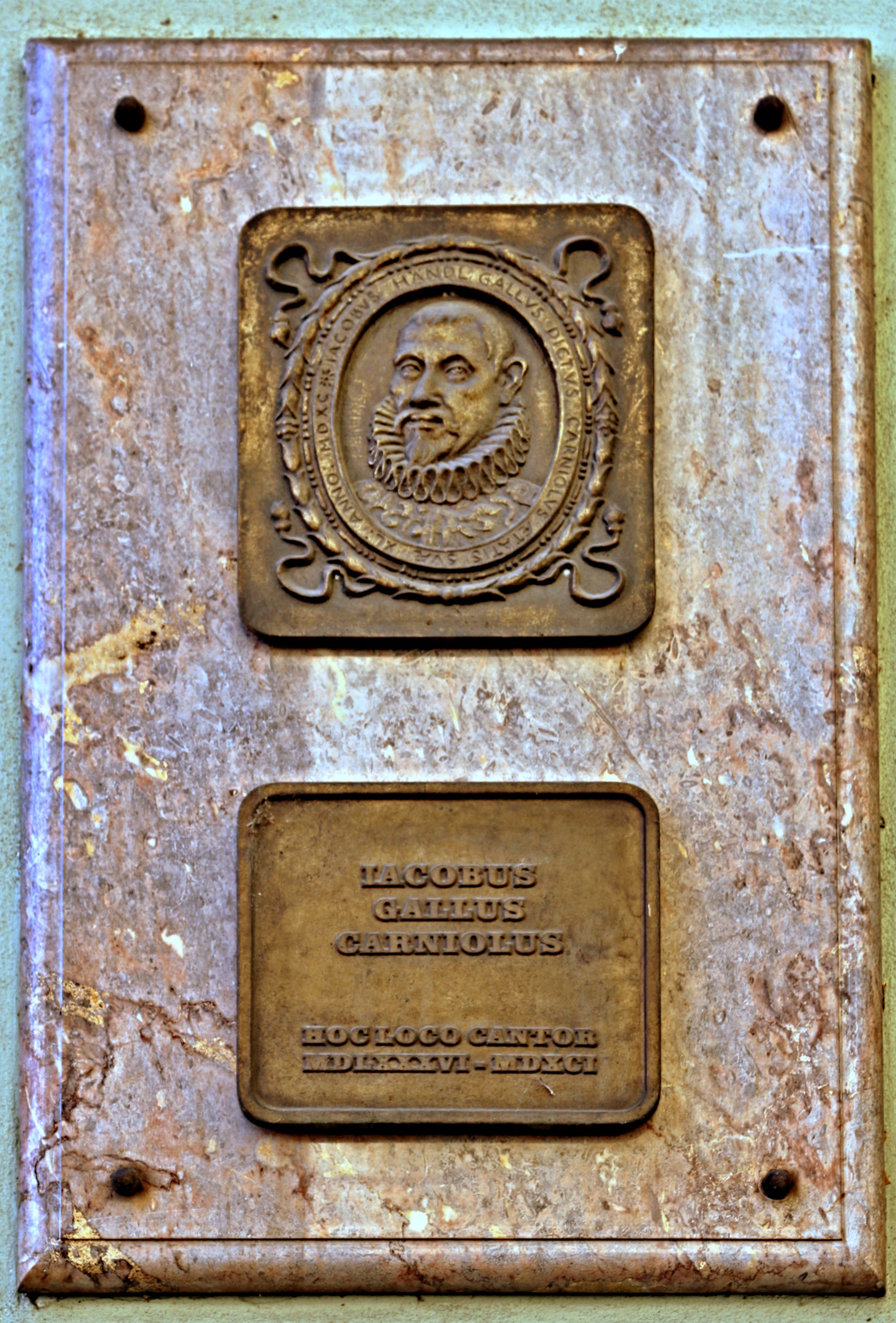
Gedenktafel für Jacobus Gallus in Prag

- 07. Januar: Jacobus de Kerle, franko-flämischer Komponist (* 1531 oder 1532)
- 10. Februar: Ambrose Lupo, Hofmusiker und Komponist (* unbekannt)[3]
- 26. März: William Daman, englischer Musiker und Komponist (* 1540 oder 1541)
- 23. Mai: John Blitheman, englischer Organist und Komponist (* um 1525)[4]
- 02. Juli: Vincenzo Galilei, italienischer Lautenist, Musikwissenschaftler und Komponist (* um 1520)
- 14. Juli (bestattet): Isaak Haßler, deutscher, evangelisch-lutherischer Kirchenorganist (* um 1530)
- 18. Juli: Jacobus Gallus, slowenisch-österreichischer Komponist (* 1550)
- 30. Juli: Andreas Pevernage, franko-flämischer Komponist und Kapellmeister (* 1542 oder 1543)
- 26. August: Cornelius Freundt, deutscher Komponist und Kantor (* 1535)

### Genaues Todesdatum unbekannt
- Joan Brudieu, katalanischer Komponist und Kirchenmusiker (* 1520)
- Georg Gerle, aus dem Allgäu stammender Lautenmacher (* um 1520)
- Gaspar Gil Polo, spanischer Dichter und Sänger (* um 1535)

### Gestorben um 1591
- Esteban Daza, spanischer Vihuelist und Komponist (* um 1537)
- William Mundy, englischer Kirchenmusiker (* um 1529)

### Gestorben nach 1591
- Mikołaj Gomółka, polnischer Musiker und Komponist (* um 1535)